# 尼卢佩萨尼亚
尼卢佩萨尼亚（葡萄牙語：Nilo Peçanha）是巴西巴伊亚州的一个市镇。总面积385.381平方公里，总人口12847人，人口密度33.3人/平方公里。